# Cámara de la Asamblea (Anguila)
La Cámara de la Asamblea es el órgano unicameral que ostenta el poder legislativo de Anguila. Es renovado cada 5 años.